# Роберт Андре Тарджан
Роберт Андре Тарджан (англ. Robert Endre Tarjan; народився 30 квітня 1948, у Помоні, США) — американський науковець у галузі теорії обчислювальних систем.
Він є автором численних алгоритмів розв'язання задач з теорії графів і дискретної математики, зокрема алгоритм пошуку найменшого спільного предка (Tarjan's off-line least common ancestors algorithm). Також він є співавтором структур даних «Фібоначчієва купа» і «Розширюване дерево».

## Освіта
Батько Роберта Тарджана був дитячим лікарем, що спеціалізувався на затримках розумового розвитку, і керував лікарнею штату. Молодший брат, Джеймс Тарджан — шаховий гросмейстер.
У дитинстві читав багато наукової фантастики і хотів стати астрономом. Він зацікавився математикою після прочитання заміток Мартіна Гарднера з математичних ігор, в журналі Scientific American. Серйозний інтерес до математики виник у восьмому класі, завдяки «дуже мотивуючиму» вчителю.
Під час навчання в школі, Тарджан пощастило попрацювати в IBM з сортувально-підбиральною машиною для перфокарт. 1964 року, в літній школі він отримав перший серйозний досвід роботи зі справжніми комп'ютерами.
Тарджан отримав звання бакалавра з математики в Каліфорнійському технологічному інституті (California Institute of Technology) в 1969 році. У Стенфордському університеті він отримав ступінь магістра з комп'ютерних наук у 1971 і ступінь доктора філософії (Doctor of Philosophy) в комп'ютерних науках у 1972 р. Його науковими керівниками в Стенфорді були Роберт Флойд і Дональд Кнут. Дисертація Тарджана називалася «Ефективний алгоритм визначення планарності графа» (An Efficient Planarity Algorithm). Тарджан вибрав компьютерну науку, як шлях, на якому математика зможе принести відчутну користь на практиці, а не лише в теорії.

## Кар'єра
Тарджан працює викладачем в Принстонському університеті починаючи з 1985 року. У нього також були академічні посади у Корнелльському університеті (1972—1973), Університеті Каліфорнії (Берклі) (1973—1975), Стенфордському університеті (1974—1980), Нью-Йоркському університеті (1981—1985). Він також був членом NEC Research Institute (1989—1997) і числиться (на посади Visiting Scientist) в Массачусетському технологічному інститі (1996).
Тарджан працював в AT&T Bell Labs (1980—1989), InterTrust Technologies (1997—2001), Compaq (2002) і Hewlett Packard, де продовжує працювати з 2006 р. Він обирався членом різних комітетів ACM і IEEE, а також працював редактором кількох сертифікованих журналів.

### Алгоритми та структури даних
Тарджан вигадав безліч ефективних алгоритмів і структур даних для вирішення різних прикладних задач. Він опублікував більш ніж 228 статей у сертифікованих журналах і монографіях.
Тарджан відомий своїми революційними працями в галузі алгоритмів на графах. Найбільш яскраві з них — офлайновий алгоритм Тарджана для знаходження найменшого спільного предка, для багаторазового швидкого пошуку найглибшого вузла дерева, що є спільним предком двох заданих вузлів, і Алгоритм Тарджана для обчислення сильно зв'язкових компонентів. Алгоритм Гопкрофта - Тарджана став першим лінійним алгоритмом визначення планарності графа.
Тарджан розробив ряд найбільш важливих структур даних, таких як «Фібоначчієва купа», «Система неперетинних множин» і «Розширюване дерево» (англ. splay tree) (один із видів збалансованого двійкового дерева пошуку; у співавторстві з Данилом Слейтером).
Сьогодні Роберт Тарджан визнаний професор комп'ютерних наук (James S. McDonnell Distinguished University Professor of Computer Science) в університеті Принстона, а також працює в Hewlett-Packard.

## Нагороди
Тарджан отримав Премію Тюрінга разом з Джоном Гопкрофтом у 1986 р. У супровідному тексті до нагороди написано:
«За фундаментальні результати в галузі розробки та аналізу алгоритмів і структур даних.»
Тарджан також був обраний членом ACM (ACM співробітник) у 1994 р. У вітальному тексті  зазначено:
«За плідну працю в галузях розробки і аналізу алгоритмів і структур даних.»
Інші нагороди Роберта Тарджана:
- Премія Неванлінни (1982) — перший лауреат цієї премії
- National Academy of Sciences Award for Initiatives in Research(1984)
- Paris Kanellakis Award in Theory and Practice, ACM (1999)
- Blaise Pascal Medal in Mathematics and Computer Science, European Academy of Sciences (2004)

Наприкінці лютого 2009 року Тарджан займав 39 місце у списку найцитованіших авторів у проекті CiteSeer.